# Tavola di san Michele
La Tavola di san Michele è un dipinto del pittore gotico Maestro di Soriguerola realizzato circa nel XIII secolo e conservato nel Museo nazionale d'arte della Catalogna di Barcellona in Spagna.

## Storia
Il dipinto proviene dalla chiesa di San Michele di Soriguerola e fu acquistato nel 1932 dal Museo nazionale d'arte della Catalogna dalla collezione di Lluís Plandiura i Pou. 
La tavola è stata considerata gotica ed è stata classificata come tale dal MNAC, ma ci sono diversi autori che ritengono che non apporti nulla alla pittura romanica , se non un virtuosismo speciale.
(Carbonell, p. 376)
La tavola è diventata il pezzo più emblematico per definire un insieme di opere attribuite al Maestro di Soriguerola . La maggior parte di questo dipinto è concentrata in Cerdanya intorno al 1300. Una delle caratteristiche comuni del set è la distribuzione speciale delle scene nel pannello così come l'inquadratura. Anche se in nessun caso è eccezionale come nella tavola di san Michele. 
Le dimensioni della tavola, dove la larghezza è più del doppio dell'altezza, impediscono di considerare il dipinto come un paliotto. Lo spazio centrale, invece, non è riservato alla rappresentazione della figura a cui è invocata la tavola, mentre la disposizione delle scene rompe le consuete regole di simmetria. Si segnala infine che è suddiviso in più scomparti senza mostrare alcuna corrispondenza tra gli elementi superiore ed inferiore. Tutto ciò ha portato a considerare arbitraria la composizione.

## Descrizione
La tavola è divisa da un bordo verticale con motivi vegetali. La separazione tra i vani superiore e inferiore, così come la suddivisione dei diversi episodi, è effettuata da fasce che hanno perso quasi tutta la decorazione. Lo stesso accade con le corone dei sei personaggi seduti in alto a destra. Quindi non si sa come fossero gli ornamenti sulla tavola. Una sottile linea nera, sulla quale sono applicati dei puntini bianchi, delimita il perimetro delle scene rettangolari e degli altri motivi della tavola.
In alto a sinistra sono conservate due delle tre scene dell'Arcangelo Michele sul monte Gargano. Il primo riflette l'episodio della caccia al toro, il secondo l'evento del vescovo di Siponto. Tutti e tre gli episodi si svolgono sotto archi trilobati. Nello scompartimento sottostante è presente la scena dell'Ultima Cena. A destra, la scena di san Michele e il demone che pesa le anime, psicostasi. Nello stesso scompartimento e alla destra di san Michele, un angelo si prepara a consegnare l'anima di uno degli eletti a san Pietro. La scena è stata messa in relazione con le figure sedute in un tuono identificate come i Beati. Nel registro inferiore, le anime dei dannati soccombono ai disegni dei diavoli dell'inferno e alla lotta di san Michele con il drago.